# Suzuki VL 1500 LC Intruder
Suzuki VL 1500 LC Intruder, pro americký trh označovaný jako Suzuki Boulevard C90, je motocykl kategorie cruiser, vyvinutý firmou Suzuki, vyráběný od roku 1998.

## Technické parametry pro modelový rok 1998
- Rám: dvojitý kolébkový ocelový
- Světlá výška: 145 mm
- Suchá hmotnost: 292 kg
- Pohotovostní hmotnost: 315 kg
- Maximální rychlost: 160 km/h
- Zrychlení 0–100 km/hod: 5,3 sekundy
- Spotřeba paliva: 6 l/100 km